# 少年畫報社
少年畫報社（／Mentioned on English Shonen-gahosha Co.,Ltd.）是日本的一家長青漫畫出版社。
總部位於東京都千代田區三崎町。創立者是今井堅。現在的公司是於1945年（昭和20年）所創立。2012年（平成24年）現在社長是戶田利吉郎。

## 歷史
前身為在第二次世界大戰以前設立的明明社，發行汽車教材與英語會話書，其後由於《金蝙蝠》（黄金バット）暢銷30萬本而創立刊行雜誌。早期雜誌名稱是『冒険活劇文庫』，後來改為『少年画報』，一直以來都造成話題。代表作有《赤胴鈴之助》《まぼろし探偵》《赤ん坊帝国》《マグマ大使》《怪物王子》（怪物くん）。
『少年画報』在1958年（昭和33年）的絕盛期曾經發行80萬本，實際銷售出99.8％。其後在動畫界超有名的吉田龍夫等人才輩出，但在1971年（昭和46年）5月休刊。
1963年（昭和38年）7月8日創立『週刊少年KING』，邁入週刊少年誌的時代。週刊誌的本數比起絕盛期的80萬本程度和5誌之中是最少，不過仍維持相當多的數量。連載有『人造人009』『ワイルド7』『まんが道』『すくらんぶるエッグ』『サイクル野郎』，雖然有『銀河鐵道999』作品的暢銷和發掘五十嵐浩一（透過與在少年畫報社有眾多校友的明治大學漫畫研究社的關係，代表作『ペリカンロード』）等有才能的新人。《週刊少年Champion》坐上業界首位的時期還要低迷只剩50萬本，1988年（昭和63年）10月21日遺憾地休刊了。

## 發行雜誌
諷刺的是和社名相反，沒有發行少年向的雜誌。
- YOUNG COMIC（日语：ヤングコミック）（1967年8月－1987年10月、1990年8月－現今）：青年・成人漫畫雜誌
- YOUNG KING（日语：ヤングキング）（1987年8月－現今）：青年漫畫雜誌
  - YOUNG KING OURs（1993年8月－現今）：青年漫畫雜誌
    - YOUNG KING OURs GH（日语：月刊ヤングキングアワーズGH）（2006年10月19日－現今）：青年漫畫雜誌。原《月刊YOUNG KING》

  - YOUNG KING BULL（日语：ヤングキングBULL）（2018年8月4日－現今）：青年漫畫雜誌
  - YOUNG KING LAMBA（日语：ヤングキングラムダ）（2022年5月25日－現今）：青年漫畫電子雜誌
- 貓拳（日语：ねこぱんち）（2006年9月－現今）：貓咪和動物漫畫雜誌
- 回憶飯廳（日语：思い出食堂）（2010年10月12日－現今）：烹飪漫畫雜誌
  - 一個人的一頓飯（日语：ひとりごはん）（2014年10月27日－現今）：烹飪漫畫雜誌
    - 心跳頓飯（日语：ときめきごはん）（2016年11月28日－現今）：烹飪漫畫雜誌

  - 大家的餐桌（日语：みんなの食卓）（2014年12月15日－現今）：烹飪漫畫雜誌

## 外部連結
- 公式網站 （页面存档备份，存于）（日語）